# As-Suli
Al Suli, ou As-Suli, ou As-Souli (Abū-Bakr Muhammad ben Yaḥyā aş-Şūlī) est un historien et un joueur de chatrang, ancêtre des échecs, d'origine perse né à Gorgan en 854 ou vers 880 et mort en 946. As-Suli écrivit de nombreux livres dont deux manuels sur les échecs.

## Biographie et carrière
Sa famille était originaire de Gorgan au bord de la mer Caspienne.
Il émergea lors du règne de Al-Muktafi, calife de Bagdad de 902 à 908. Il battit Al-Maouardi, champion du calife. Meilleur joueur de son époque et compositeur de problèmes et d'études, c'est l'un des plus anciens joueurs dont le nom nous soit parvenu.
Il est l'auteur d'une histoire des califes abbassides et de deux des premiers livres faisant une description du Chatrang, l'ancêtre perse des échecs. 
Sa notoriété était telle que, pendant plus de six cents ans, on disait dans le monde arabe d'un bon joueur qu'il jouait comme As-Suli. 
En 940, à la mort du calife abbasside Ar-Radi, il dut fuir Bagdad à cause d'un commentaire politique qu'il avait fait, abandonnant son élève al-Lajlaj.